# Fieberiella lindbergi
Fieberiella lindbergi är en insektsart som beskrevs av Wagner 1963. Fieberiella lindbergi ingår i släktet Fieberiella och familjen dvärgstritar. Inga underarter finns listade i Catalogue of Life.